# Лороза (Санта-Мария-да-Фейра)
Лороза (порт. Lourosa) — город и район в Португалии, входит в округ Авейру. Является составной частью муниципалитета Санта-Мария-да-Фейра. Находится в составе крупной городской агломерации Большой Порту. По старому административному делению входил в провинцию Дору-Литорал. Входит в экономико-статистический субрегион Энтре-Доуру-и-Воуга, который входит в Северный регион. Население составляет 10 000 человек. Занимает площадь 6,41 км².
Покровителем района считается Иаков Зеведеев (порт. S. Tiago).